# Grand Prix de Boulogne

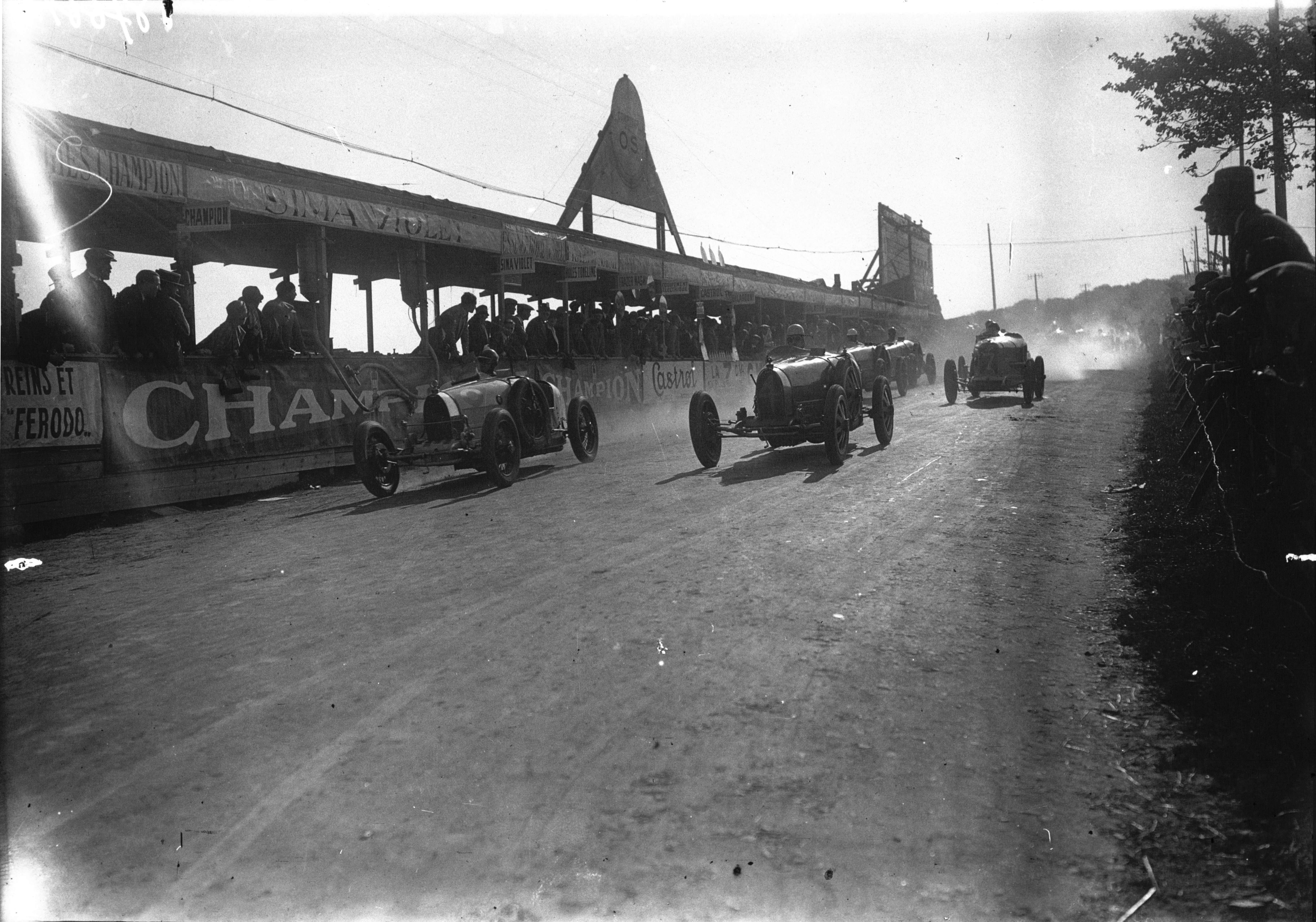
Der Grand Prix de Boulogne 1926

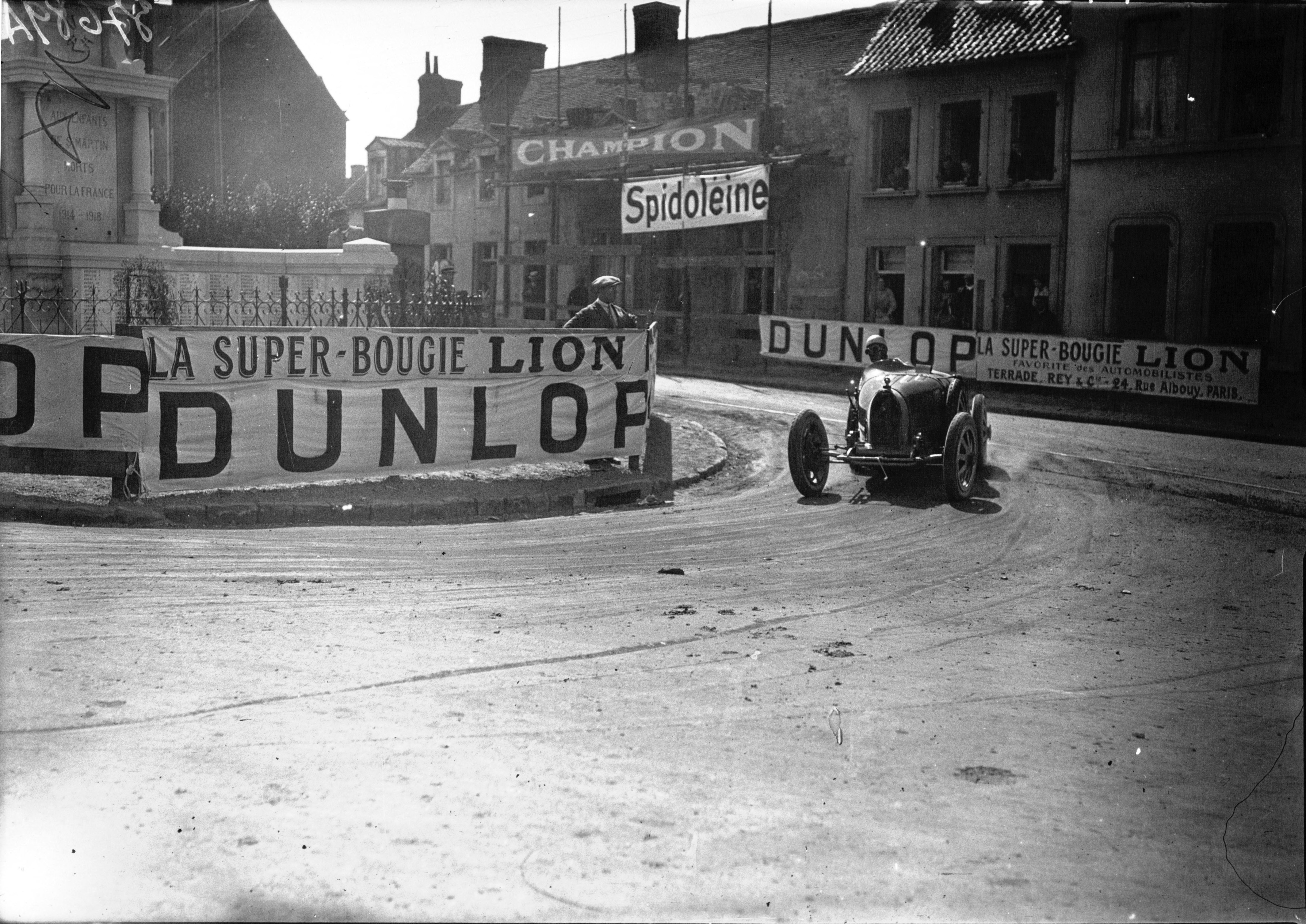
George Eyston 1926

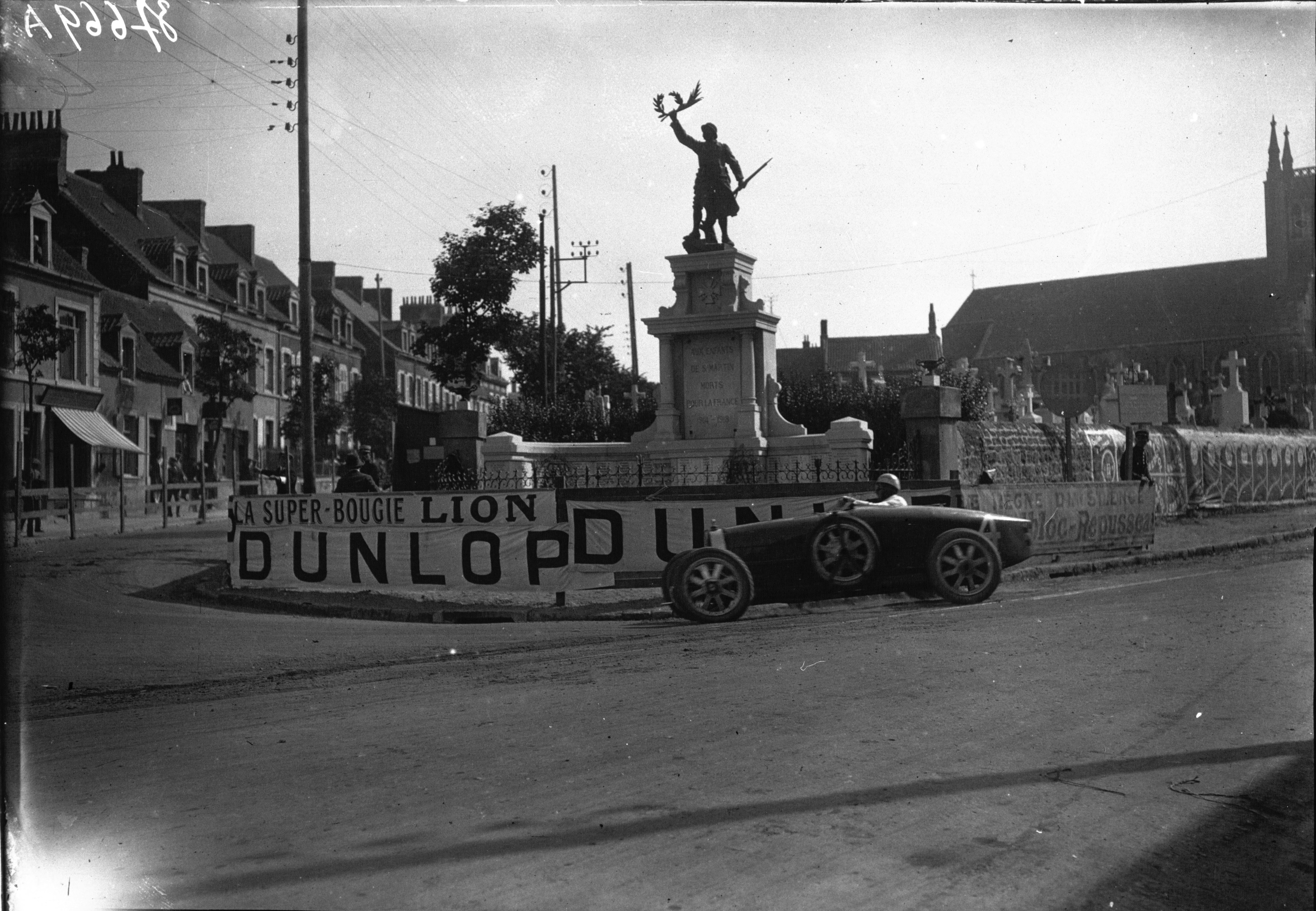
Eyston 1926 auf Bugatti T39

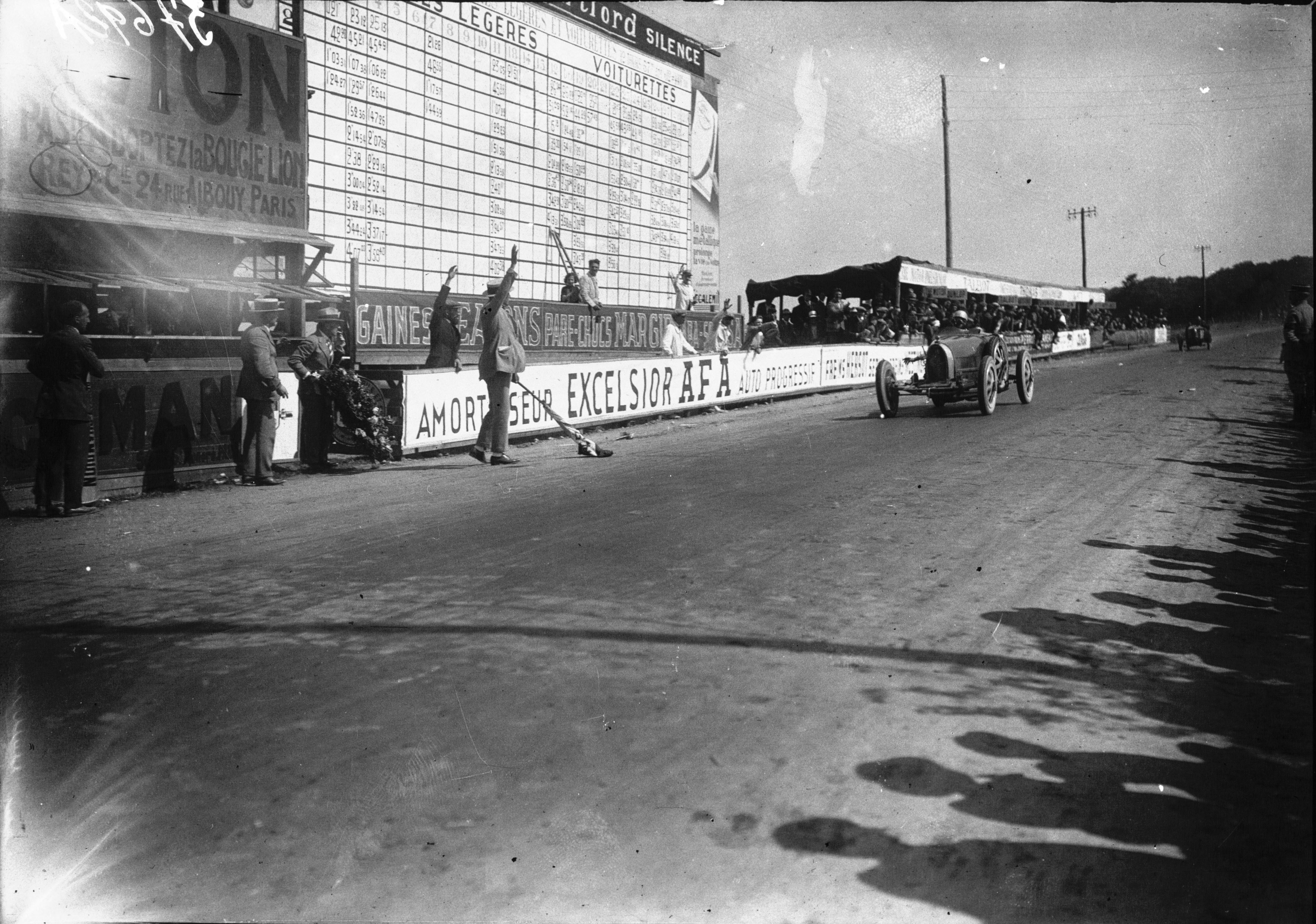
Eystons Zieleinfahrt bei seinem Sieg 1926

Der Grand Prix de Boulogne (auch Grand Prix automobile de Boulogne; deutsch: Großer Preis von Boulogne) war eine Automobilrennsportveranstaltung, die zwischen 1921 und 1928 insgesamt achtmal in der Nähe der französischen Stadt Boulogne-sur-Mer in der Region Hauts-de-France ausgetragen wurde.

## Strecke
Die Rennstrecke des Grand Prix de Boulogne hatte eine dreieckige Form und eine Länge von etwa 37,4 km. Sie bestand aus öffentlichen Straßen (heute N 42, D 127 und D 341), die für die Rennveranstaltungen gesperrt wurden. Start und Ziel lagen östlich von Boulogne-sur-Mer in La Caucherie. Die Eckpunkte der Strecke lagen in Saint-Martin-Boulogne, Le Wast und Desvres.
Die Rennen führten jeweils über zwölf Runden, was einer Gesamtrenndistanz von knapp 450 km entsprach.

## Geschichte
Bereits vor dem Ersten Weltkrieg wurden um Boulogne-sur-Mer Automobilrennen ausgetragen. Zwischen 1909 und 1913 fanden insgesamt vier Veranstaltungen statt. Sieger waren unter anderem Georges Boillot auf Peugeot und Paul Bablot auf Delage.
Bei der ersten Austragung im Jahr 1921 wurden für Cyclecars und Voiturettes separate Rennen ausgetragen. Von 1922 bis 1924 fanden die Läufe beider Kategorien innerhalb eines Rennens statt. Ab 1925 war der Grand Prix de Boulogne nur noch für Voiturettes ausgeschrieben. 1926 und 1927 wurde der Große Preis in den Klassen Formula Libre, Voiturettes und Cyclecars ausgetragen. Im Jahr 1927 war Grand Prix de Boulogne gleichzeitig Großer Preis der U.M.F.
Aufgrund der räumlichen Nähe zu den Britischen Inseln lockte der Grand Prix de Boulogne zahlreiche Fahrer aus dem Vereinigten Königreich an und sah insgesamt sechsmal britische Sieger.
Von 1921 bis 1928 wurden parallel zum Grand Prix de Boulogne die Coupe Georges Boillot, ein Sportwagenrennen, ausgetragen.

## Statistik
| Auflage | Datum              | Klassen    | Sieger                            | Zweiter                           | Dritter                      | Pole-Position | Schnellste Rennrunde              |
| ------- | ------------------ | ---------- | --------------------------------- | --------------------------------- | ---------------------------- | ------------- | --------------------------------- |
| I       | 3. Juli 1921       | VO         | Joseph Collomb (Corre-La Licorne) | Louis Lefèvre (La Perle-Bignan)   | Antony (Tic-Tac Ruby)        | unbekannt     | unbekannt                         |
| I       | 3. Juli 1921       | CC         | Honel (G.N.)                      | André Lombard (G.N.)              | Marcel Violet (Weler-Major)  | unbekannt     | unbekannt                         |
| II      | 29. Juli 1922      | VO, CC     | Lucien Desvaux (Salmson) 1        | Georges Casse (Salmson) 1         | Louis Lefèvre (La Perle)     | unbekannt     | unbekannt                         |
| III     | 1. September 1923  | VO, CC     | Henry Segrave (Talbot)            | Robert Benoist (Salmson) 1        | Robert Morgan (Aston Martin) | unbekannt     | Henry Segrave (Talbot)            |
| IV      | 30. August 1924    | VO, CC     | Bertram Marshall (Bugatti)        | Robert Sénéchal (Sénéchal) 1      | René Dély (Sénéchal) 1       | unbekannt     | unbekannt                         |
| V       | 29. August 1925    | VO         | Bertram Marshall (Bugatti)        | Clive Gallop (Frazer-Nash-Anzani) | Robert Morgan (Aston Martin) | unbekannt     | Clive Gallop (Frazer-Nash-Anzani) |
| VI      | 27. August 1926    | FL, VO, CC | George Eyston (Bugatti)           | Jourdan (Salmson) 2               | Marcel Violet (Sima-Violet)  | unbekannt     | unbekannt                         |
| VII     | 10. September 1927 | FL, CC     | Malcolm Campbell (Bugatti)        | „Sabipa“ (Bugatti)                | George Eyston (Bugatti)      | unbekannt     | „Sabipa“ (Bugatti)                |
| VIII    | 9. September 1928  | FL, VO, CC | Malcolm Campbell (Delage) 2       | Robert Gauthier (Bugatti)         | José Scaron (Amilcar) 1      | unbekannt     | Malcolm Campbell (Delage)         |

| Legende   | Legende                                                                                              | Legende                                                     |
| Abkürzung | Klasse                                                                                               | Kommentar                                                   |
| --------- | --- | ----------------------------------------------------------- |
| F1        | Formel 1                                                                                             | Formel-1-Weltmeisterschaft ab 1950                          |
| F2        | Formel 2                                                                                             |                                                             |
| FL        | Formula libre                                                                                        | Fahrzeugklasse in der Regel vom Veranstalter ausgeschrieben |
| SW        | Sportwagen                                                                                           |                                                             |
| TW        | Tourenwagen                                                                                          |                                                             |
| GP        | Grand-Prix-Fahrzeuge                                                                                 |                                                             |
|           | ↓ Durchgehende graue Linien zeigen an, wann in der Geschichte auf einem neuen Kurs gefahren wurde. ↓ |                                                             |
|           | |                                                             |
|           | Einträge mit hellrotem Hintergrund waren keine Läufe zur Automobil- bzw. Formel-1-Weltmeisterschaft. |                                                             |
|           | Einträge mit gelbem Hintergrund waren Läufe zur Europameisterschaft.                                 |                                                             |